# Vasilij Ivanovič Agapkin
Vasilij Ivanovič Agapkin (in russo Василий Иванович Агапкин?; Governatorato di Rjazan', 3 febbraio 1884 – Mosca, 29 ottobre 1964) è stato un compositore e direttore d'orchestra sovietico.
Mentre studiava alla Scuola di musica di Tambov, colpito dalle atrocità della Prima guerra balcanica e dalle sofferenze di madri e mogli, compose la marcia L'addio della Slava. L'arrangiamento per una banda di ottoni è stato realizzato dal maestro J.I. Bogoradov. La prima del pezzo si svolse a Tambov: il compositore, trombettista-solista dell'orchestra militare della divisione di cavalleria caucasica, eseguì una parte solista su una cornetta a pistone. Agapkin divenne l'assistente del maestro e poi, dopo la Rivoluzione d'ottobre, il maestro della banda.
La sua marcia guadagnò un'incredibile popolarità, tanto da essere inclusa nel repertorio di tutte le bande di ottoni in Russia, il che contribuì alla popolarità dello stesso Agapkin. Il 22 gennaio 1924 diresse l'orchestra alla testa del corteo funebre di Lenin e il 7 novembre 1941 guidò le orchestre durante la parata delle truppe sovietiche nella Piazza Rossa di Mosca.
Fu l'accordatore ufficiale dei rintocchi del Cremlino. Un altro lavoro ben noto di Agapkin è un valzer intitolato Orfano, un ricordo d'infanzia. Morì nell'ottobre 1964 a Mosca e fu sepolto nel locale Cimitero di Vagan'kovo.